# Preselka
Preselka (bulgariska: Преселка) är ett distrikt i Bulgarien.   Det ligger i kommunen Obsjtina Novi Pazar och regionen Sjumen, i den nordöstra delen av landet, 300 km öster om huvudstaden Sofia.
Trakten runt Preselka består till största delen av jordbruksmark. Runt Preselka är det ganska glesbefolkat, med 34 invånare per kvadratkilometer.